# ویندورنیافوک
ویندورنیافوک (به مجاری:  Vindornyafok) یک شهرداری در مجارستان است که در ناحیه کست‌هی واقع شده‌است. ویندورنیافوک ۳٫۵ کیلومتر مربع مساحت و ۱۳۱ نفر جمعیت دارد.